# Минский массив

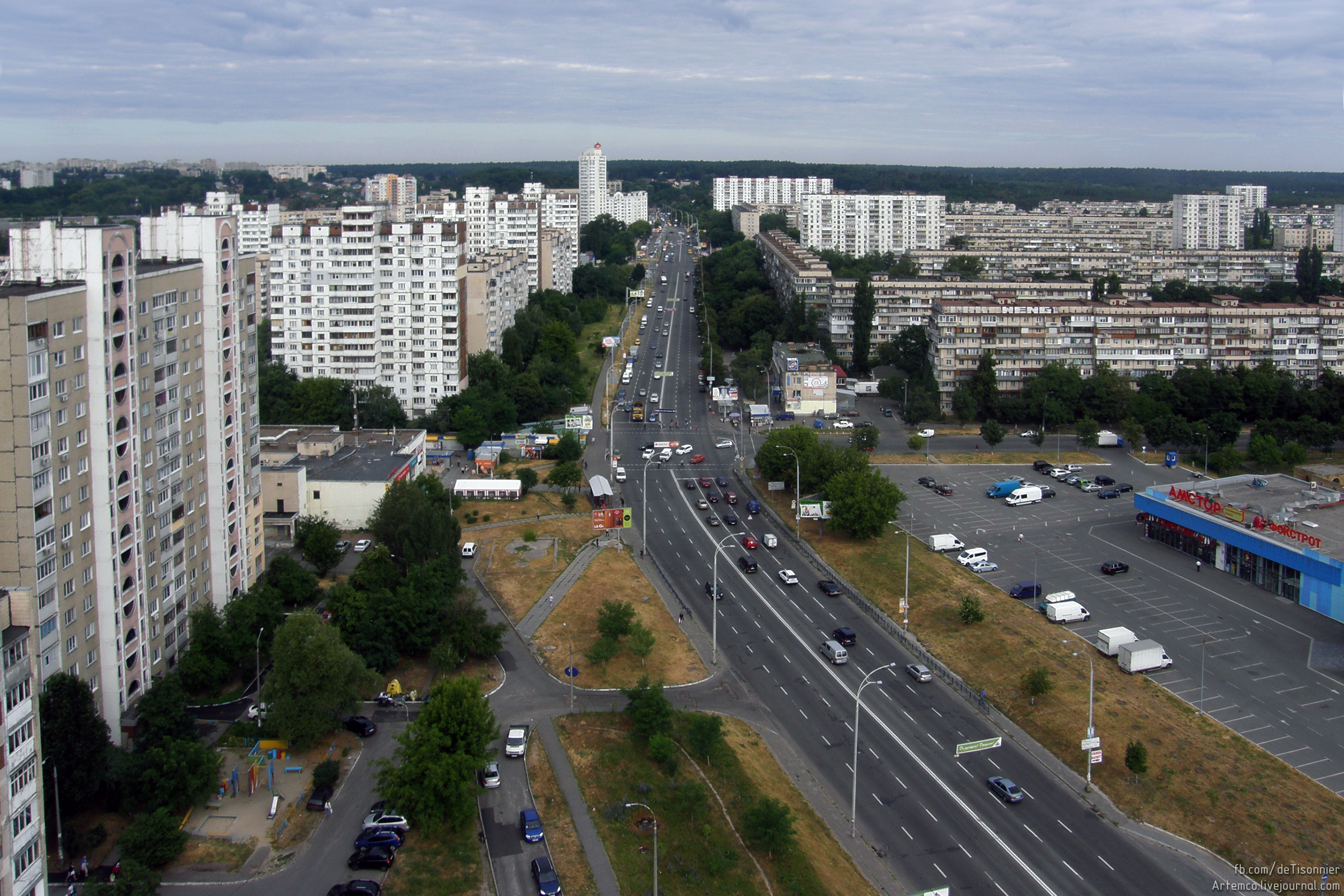
Улица Полярная на запад

Ми́нский масси́в (укр. Мі́нський маси́в) — жилой массив на севере Киева, расположен на правом берегу Днепра в составе Оболонского района.
Расположен близ площади Тараса Шевченко, вдоль Минского шоссе, проспекта Маршала Рокоссовского, улиц Юрия Кондратюка, Петра Калнышевского, Полярной, Бережанской и Петра Панча. Минский массив занимает часть местности Кинь-Грусть. Основные места отдыха — озёра Редькино и Дубки.
Застроен в основном в 1970—1977 годы (архитектор А. А. Дубинская) 9- и 16-этажными домами, позже в 1989—1990 (микрорайон на улицах Бережанской и П. Панча). В каждом микрорайоне — школа, детские сады, торгово-общественные центры, расположена Киевская городская клиническая больница № 8. Через массив по улице Полярной проходит Большая Окружная дорога Киева.